# Suffisso
Il suffisso, in linguistica, è un elemento che è posto alla fine di un tema o di una radice per formare una parola. Esso può anche aggiungersi a una parola già compiuta, formando, per derivazione, una parola suffissata (suffissazione).
È possibile unire più suffissi ed è molto produttivo anche il processo di parasintesi, che forma nuove parole aggiungendo più affissi, per esempio un prefisso e un suffisso.

## Classi di suffissi
Nella lingua italiana vi possono essere diversi tipi di suffisso, che prendono nomi diversi a seconda della modifica che apportano alla parola; avremo così:
- suffissi alterativi (diminutivi, accrescitivi, peggiorativi, vezzeggiativi ecc.) sono suffissi che modificano i tratti semantici secondari del vocabolo (quantità, qualità, tono) ma non il suo significato fondamentale, ma sempre all'interno della stessa classe grammaticale (nome, aggettivo, avverbio, verbo)
- suffissi derivativi: che derivano una parola da un'altra in sostanziale continuità di senso, attuando un passaggio di classe grammaticale (da aggettivo a nome, da nome a verbo ecc.). Si classificano in base alla classe di arrivo in aggettivali, avverbiali, nominali e verbali e alla classe di partenza deaggettivali, deavverbiali, denominali, deverbali.

inoltre i suffissi possono essere classificati in base a specifici tratti di senso secondari che danno alla parola:
- suffissi agentivi e suffissi strumentali, che formano nuovi sostantivi da un precedente sostantivo: per esempio "-aio" ("giornalaio"), "-ista" ("giornalista"), "-tore" ("colonizzatore"), "-ino" ("postino"); con gli stessi suffissi si possono formare nomi strumentali come "contatore" o "colino";
- suffissi valutativi ( peggiorativi, vezzeggiativi ecc.), molto numerosi e produttivi in italiano — al contrario dei corrispondenti inglesi ("-let" forma "piglet" = "porcellino") o francesi ("-ette" dà "maisonnette" = "casetta") — come "-ino", "-one", "-accio", "-otto", "-ucolo", "-astro" ecc. ...

Infine, quando ci si riferisce a nomi che derivano da verbi, o a participi passati, si dice che questi sono a suffisso zero se si formano senza suffisso, ovvero se alla radice è aggiunta direttamente la desinenza. Alcuni linguisti parlano in tal caso di conversione.

## Suffissoide
Un suffissoide, termine introdotto dal linguista Bruno Migliorini, è un morfo (spesso di lingua greca o latina) con la stessa funzione del suffisso, ma a differenza di questo avente, in origine o attualmente, significato compiuto anche come parola autonoma. Come il suffisso, il suffissoide che si aggiunga a una parola già esistente forma una nuova parola per composizione. All'opposto, un prefissoide è un morfo dal valore semantico autonomo che ha funzione di prefisso. Un'altra terminologia non distingue tra prefissoide e suffissoide ma utilizza il termine unico di confisso.
Esempi di suffissoidi sono: (-)grafia: "avere una bella grafia" o "calligrafia"; (-)mania, (-)teca, e quelli dalla varia polisemia come (-)geno (-)genia (-)gene ecc.